# Plains Music

Plains Music est un album World music de Manfred Mann's Plains Music sorti en 1991.

## Titres
1. Kiowa (Kiowa Wind Song) (Trad arr Manfred Mann) – 3:16
2. Medicine Song (Apache Medicine Song) (Trad arr Mann, Anthony Moore) – 4:15
3. Wounded Knee (Dakota Ghost Dance Song) (Trad arr Mann) – 4:51
4. Laguna (Laguna Corn Grinding Song) (Trad arr Mann) – 4:56
5. Sikelele I (Based on South African Xhosa Stick Fighting Song) (Mann, Mike Heron) – 3:43
6. Hunting Bow (Trad arr Mann) – 1:35
7. Instrumedicine Song (As Medicine Song) (Trad arr Mann) – 4:06
8. Sikelele II (As Sikelele I) (Mann) – 4:03
9. Hunting Bow (Reprise) (Kiowa War Song) (Trad arr Mann) – 2:40

### Bonus sur l'édition de 1999
1. Salmon Fishing (Trad arr Mann) – 4:02
2. L.I.A.S.O.M. (Michael Martin Murphey, Charles John Quarto) – 3:51
3. Medicine Song (remix) (Trad arr Mann, Moore) – 4:16

## Musiciens
- Manfred Mann : claviers
- Noel McCalla : chant
- Barbara Thompson : saxophones
- Peter Sklair : basse
- Ian Hermann : batterie, percussions

### Musiciens additionnels
- Smiler Makana
- Kelly Petlane : flûte irlandaise
- Doren Thobeki : chœur
- Walter Sanza : chœur
- Chief Dawethi : chœur